# Bengueta bagua
Bengueta bagua är en insektsart som beskrevs av Mahmood 1967. Bengueta bagua ingår i släktet Bengueta och familjen dvärgstritar.
Artens utbredningsområde är Filippinerna. Inga underarter finns listade i Catalogue of Life.